# Грубе, Анита
Анита Грубе (латыш. Anita Grūbe; 13 июля 1955) — советская и латвийская актриса.

## Биография
Анита Грубе родилась 13 июля 1955 года в Сигулде, в семье работника лесного хозяйства.
Окончила 1-ю Сигулдскую среднюю школу (1973), театральный факультет Латвийской государственной филармонии (1977).
После окончания учёбы актриса Художественного театра им. Я. Райниса (Театра Дайлес). В качестве приглашённой актрисы играла на сцене Нового Рижского театра.
Снималась в небольших ролях в фильмах Рижской киностудии. Дебютировала в эпизодической роли в фильме режиссёра Болеслава Ружса «Не бойся, не отдам!» (1974).
Замужем за каскадёром и актёром Улдисом Вейспалсом.

## Творчество

### Роли в театре

#### Художественный театр им. Я. Райниса (Театр Дайлес)
- 1977 — «Сон в летнюю ночь» Уильяма Шекспира — Титания
- 1978 — «Свободная тема» А. Чхаидзе — Марика
- 1980 — «Елизавета, королева английская» Фердинанда Брукнера — Леди Мэри
- 1981 — «Иосиф и его братья» Яниса Райниса — Аснате
- 1982 — «Голубая» Гунара Приеде — Линда
- 1984 — «Дон Кихот» Мигеля де Сервантеса — Дульсинея
- 1987 — «Индулис и Ария» Яниса Райниса — Ария
- 1988 — «Свадьба Мюнхгаузена» Мартиньша Зивертса — Якобина
- 1992 — «Кандида» Джорджа Бернарда Шоу — Кандида
- 1992 — «Снежная королева» Евгения Шварца — Снежная королева

#### Новый Рижский театр
- 1994 — «Лукреция Борджиа» Виктора Гюго — Лукреция Борджиа

### Фильмография
- 1974 — Не бойся, не отдам!
- 1976 — Под страхом меча
- 1979 — Незаконченный ужин — Хелена Ханссон
- 1979 — Инспектор Гулл — Ева Смит
- 1991 — Смерть за кулисами